# 庫里亞諾夫火山
56°06′36″N 159°47′49″W / 56.11°N 159.797°W

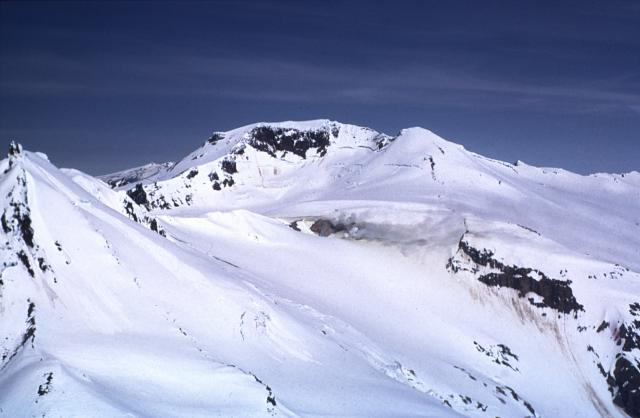

庫里亞諾夫火山是美國的火山，位於阿拉斯加半島，由阿拉斯加州的湖泊-半島自治市鎮負責管轄，海拔高度1,895米，最近一次火山噴發在1987年發生。